# Rừng nguyên sinh Rú Lịnh
Rừng nguyên sinh Rú Lịnh là một khu rừng nguyên sinh còn sót lại giữa đồng bằng thuộc huyện Vĩnh Linh, tỉnh Quảng Trị, Việt Nam. Nó được xem là lá phổi xanh của vùng Đông Vĩnh Linh.

## Thông tin chung
Rừng nguyên sinh Rú Lịnh nằm tại toạ độ địa lý 17°3'30" vĩ Bắc, 107°4'9" kinh Đông. Trước năm 1954, rừng nguyên sinh Rú Lịnh có diện tích 170 ha, hiện nay giảm xuống chỉ còn khoảng 93,4 ha có rừng. Rừng này nằm cách bờ biển khoảng 3–4 km, cách cầu Hiền Lương 6 km về phía đông bắc và cách Cửa Tùng 6 km về phía tây bắc, thuộc địa phận 2 xã Vĩnh Hòa, Hiền Thành của huyện Vĩnh Linh.

## Quần sinh vật và đa dạng sinh học

### Thực vật
Thảm thực vật thuộc kiểu rừng kín thường xanh mưa ẩm với số loài phong phú có nguồn gốc chủ yếu từ khu hệ thực vật cổ Á nhiệt đới. Hiện Rú Lịnh có trên 200 loài thuộc 72 họ, nhiều nhất thuộc các họ như Euphorbiaceae (23 loài); Rubiaceae (10 loài); Lauraceae (8 loài). Trong đó có nhiều loài thân gỗ hiếm sống lâu năm như lim xanh (Erythrophloeum fordii), gụ lau (Sindora tonkinensis), huyệnh (Tarrietia cochinchinesis), thị rừng (Diospiros sp.), dẻ rừng (Lithocarpus silvicolarum); nhiều cây làm thuốc như trầm hương (Aquilaria crassna), ngũ gia bì (Schefflera octophylla) v.v.

### Động vật
Động vật trong Rú Lịnh không nhiều về số lượng và thành phần loài, do rừng nằm gần khu dân cư đông đúc nhưng vẫn có tới 73 loài, trong đó chim gồm 60 loài như: cò, cúc cu, cú, chào mào, sáo, bách thanh v.v và động vật có vú gồm 12 loài như nhím, tê tê, cu li, cầy hương, sóc bụng đỏ v.v.

## Vấn đề
Trước những năm 1945, Rú Lịnh là một vùng rừng thâm u, là nơi cư trú của những loài động vật hoang dã, kể cả có hổ, báo. Rú Lịnh cũng là nơi cung cấp nguồn nước cho sản xuất nông nghiệp của các xã Vĩnh Hòa, Hiền Thành, Vĩnh Tân, Vĩnh Giang.
Hiện tại có khoảng gần 6.000 người dân sinh sống trong khu vực bao quanh, chủ yếu là người Kinh. Số dân cư này chủ yếu làm nông nghiệp (cấy lúa nước, chăn nuôi gia súc) nên còn tình trạng khai thác lấy củi. Mặc dù có nhiều nỗ lực bảo vệ rừng nhưng áp lực của con người vào khu vực vẫn ở mức cao. Mật độ dân số tại đây khá cao (khoảng 266 người/km²), trong khi nguồn kinh phí bảo vệ rừng lại hạn chế. Hiện nay, Rú Lịnh trực thuộc sự quản lý của hai xã Hiền Thành (diện tích 6,6314 km² và dân số 1.988 người) và Vĩnh Hòa (diện tích 15,4073 km² và dân số 3.873 người) nhưng khu vực chỉ có 4 cán bộ bảo vệ rừng được lựa chọn từ 2 xã này nên sự ngăn ngừa chặt phá rừng bị hạn chế.